# Birged
Els birged són un grup ètnic del Darfur, a l'est i sud-est de Nyala (Sudan). La seva llengua està emparentada al nubià del Nil, però avui dia està extingida i parlen àrab. Estan dividits en dos grups, el del nord o Birged Dali, i el més gran del sud, Birged Kajjar, centrat al Jabal Ghor Abeshei. Els sedus nazirs no obstant viuen a Nyala.